# 洛嵩片
洛嵩片是中原官話核心區分支。屬於淮北河南話，東有鄭開片，西有關中片，南有南魯片，北為晉語邯新片區。
洛嵩片分布於河南省洛陽市（汝陽縣除外），三門峽轄下義馬市、澠池縣、盧氏縣，鄭州轄下鞏義市、登封市，焦作轄下孟州市，共13個縣市。以洛陽話為代表。
洛嵩片中，合口字讀翹舌音；開口字中，止攝知組（如知、池）讀翹舌音，照組（如紙、翅）讀平舌音，發音與三十六字母相近；除止攝外，知組三等字（如張、場）、章組（如周、手）讀翹舌音，知組二等字（如罩、茶）、莊組（如查、沙）、精組讀平舌音，發音與切韻音相近。